# Dundonald (comté de Down)
Ne doit pas être confondu avec Dundonald (South Ayrshire).
Dundonald (en gaélique : Dùn Dhòmhnaill) est un grand village et une paroisse civile du comté de Down, en Irlande du Nord, au Royaume-Uni.
Il se situe à l'est de Belfast et est souvent considéré comme une banlieue de la ville.

## Description
Dundonald abrite l'hôpital d'Ulster (Ulster Hospital (en)), le Dundonald International Ice Bowl (en), le Dundonald Omnipark (cinéma et divers restaurants), dispose d'un parc relais pour le Glider (en) (Belfast Rapid Transit  system), d'un accès à la Comber Greenway (en) et de plusieurs lotissements.
John de Courcy établit au XIIe siècle un donjon comprenant une motte castrale. Ce parc est connu sous le nom de Moat Park et est accessible depuis Church Green, Comber Road et Upper Newtownards Road.

## Histoire
Dundonald fait référence à un fort normand du XIIe siècle, ou Dún, Dùn Dhòmhnaill, qui se trouvait dans la ville. L'une des plus grandes de l'île d'Irlande, la colline artificielle sur laquelle se trouvait le fort existe toujours.

## Démographie
Au recensement de 2011, la population était de 16 098 habitants.

## Personnalités liées à Dundonald
- Noel Brotherston, footballeur
- Vivian Campbell, guitariste de Def Leppard
- Steven Agnew, homme politique
- Davy Larmour, footballeur des Crusaders
- Colin Murray, animateur de BBC Radio 1
- Peter et Iris Robinson, hommes politiques
- Chris Walker, footballeur de Glentoran
- Gemma Garrett, mannequin, ancienne Miss Grande-Bretagne et Miss Belfast
- Anne Gregg, présentatrice de la BBC et chroniqueuse de voyage
- Barry McClements, médaillé de para-natation aux Jeux du Commonwealth
- Paddy Wallace, footballeur de rugby à XV
- Micky Modelle, DJ
- Michael Moore, homme politique britannique, y est né
- Glenn Ferguson, footballeur de Linfield
- Agnès Romilly White, écrivaine
- George Best, ancien footballeur.